# Liste der Gebietsänderungen in Sachsen-Anhalt 1994
Die Liste der Gebietsänderungen in Sachsen-Anhalt 1994 enthält Änderungen an Gemeindegebieten des Landes Sachsen-Anhalt in der Zeit vom 1. Januar 1994 bis zum 31. Dezember 1994. Dazu zählen unter anderem Zusammenschlüsse und Trennungen von Gemeinden, Eingliederungen von Gemeinden in eine andere, Änderungen des Gemeindenamens und Umgliederungen von Teilen einer Gemeinde in eine andere.

## Legende
- Datum: juristisches Wirkungsdatum der Gebietsänderung
- Gemeinde vor der Änderung: Gemeinde vor der Gebietsänderung
- Gebietsänderung: Art der Gebietsänderung
- Gemeinde nach der Änderung: Gemeinde nach der Gebietsänderung
- Landkreis: Landkreis der Gemeinde nach der Gebietsänderung

Die Sortierung erfolgt chronologisch: Datum, kreisfreie Städte, Landkreise, aufnehmende oder neu gebildete Gemeinde. Heute noch bestehende Gemeinden sind farbig unterlegt.

## Liste
| Datum      | Gemeinde vor der Änderung                                                                  | Maßnahme                                                                                   | Gemeinde nach der Änderung                                                                 | Landkreis                                                                                  |
| ---------- | ------------------------------------------------------------------------------------------ | ------------------------------------------------------------------------------------------ | ------------------------------------------------------------------------------------------ | ------------------------------------------------------------------------------------------ |
| 01.01.1994 | Reuden                                                                                     | Eingliederung                                                                              | Wolfen                                                                                     | Bitterfeld                                                                                 |
| 01.01.1994 | Gorsdorf-Hemsendorf                                                                        | Eingliederung                                                                              | Jessen (Elster)                                                                            | Jessen                                                                                     |
| 18.03.1994 | Kleinzerbst                                                                                | Eingliederung                                                                              | Aken (Elbe)                                                                                | Köthen                                                                                     |
| 01.04.1994 | Eulau                                                                                      | Eingliederung                                                                              | Naumburg (Saale)                                                                           | Naumburg                                                                                   |
| 01.04.1994 | Schwarz Trabitz                                                                            | Eingliederung                                                                              | Calbe (Saale)                                                                              | Schönebeck                                                                                 |
| 14.04.1994 | Hohenhenningen                                                                             | Eingliederung                                                                              | Neuendorf                                                                                  | Klötze                                                                                     |
| 14.04.1994 | Breitenrode Buchhorst Gehrendorf Lockstedt bei Oebisfelde Niendorf Wassensdorf Weddendorf  | Eingliederung                                                                              | Oebisfelde                                                                                 | Klötze                                                                                     |
| 15.05.1994 | Zangenberg                                                                                 | Eingliederung                                                                              | Zeitz                                                                                      | Zeitz                                                                                      |
| 30.05.1994 | Meuschau                                                                                   | Eingliederung                                                                              | Merseburg (Saale)                                                                          | Merseburg                                                                                  |
| 01.06.1994 | Hundisburg                                                                                 | Eingliederung                                                                              | Haldensleben                                                                               | Haldensleben                                                                               |
| 01.01.1994 | Battin Düßnitz Kleindröben                                                                 | Eingliederung                                                                              | Jessen (Elster)                                                                            | Jessen                                                                                     |
| 01.06.1994 | Kleinjena                                                                                  | Eingliederung                                                                              | Naumburg (Saale)                                                                           | Naumburg                                                                                   |
| 01.07.1994 | Kreisneugliederung 37 Landkreise, 3 kreisfreie Städte → 21 Landkreise, 3 kreisfreie Städte | Kreisneugliederung 37 Landkreise, 3 kreisfreie Städte → 21 Landkreise, 3 kreisfreie Städte | Kreisneugliederung 37 Landkreise, 3 kreisfreie Städte → 21 Landkreise, 3 kreisfreie Städte | Kreisneugliederung 37 Landkreise, 3 kreisfreie Städte → 21 Landkreise, 3 kreisfreie Städte |
| 01.07.1994 | Kleutsch Sollnitz                                                                          | Eingliederung                                                                              | Dessau                                                                                     | –                                                                                          |
| 01.07.1994 | Pechau Randau-Calenberge                                                                   | Eingliederung                                                                              | Magdeburg                                                                                  | –                                                                                          |
| 02.08.1994 | Namensänderung des Ohre-Kreises in Ohrekreis                                               | Namensänderung des Ohre-Kreises in Ohrekreis                                               | Namensänderung des Ohre-Kreises in Ohrekreis                                               | Namensänderung des Ohre-Kreises in Ohrekreis                                               |
| 02.08.1994 | Namensänderung des Landkreises Östliche Altmark in Landkreis Stendal                       | Namensänderung des Landkreises Östliche Altmark in Landkreis Stendal                       | Namensänderung des Landkreises Östliche Altmark in Landkreis Stendal                       | Namensänderung des Landkreises Östliche Altmark in Landkreis Stendal                       |
| 08.08.1994 | Merzien                                                                                    | Eingliederung                                                                              | Köthen (Anh.)                                                                              | Köthen                                                                                     |
| 15.08.1994 | Namensänderung des Landkreises Westliche Altmark in Altmarkkreis Salzwedel                 | Namensänderung des Landkreises Westliche Altmark in Altmarkkreis Salzwedel                 | Namensänderung des Landkreises Westliche Altmark in Altmarkkreis Salzwedel                 | Namensänderung des Landkreises Westliche Altmark in Altmarkkreis Salzwedel                 |
| 23.09.1994 | Namensänderung des Aschersleben-Staßfurter Landkreises in Landkreis Aschersleben-Staßfurt  | Namensänderung des Aschersleben-Staßfurter Landkreises in Landkreis Aschersleben-Staßfurt  | Namensänderung des Aschersleben-Staßfurter Landkreises in Landkreis Aschersleben-Staßfurt  | Namensänderung des Aschersleben-Staßfurter Landkreises in Landkreis Aschersleben-Staßfurt  |
| 01.12.1994 | Frassdorf                                                                                  | Namensänderung                                                                             | Fraßdorf                                                                                   | Köthen                                                                                     |